# 柯景星
柯景星（1920年—2010年4月6日），出身臺灣彰化和美，是一位台籍日本兵。 他以曾救助卓還來等人聞名。

## 生平
1920年（大正9年），柯景星出生於日治臺灣臺中州彰化郡和美大霞田公厝；他的父親是新高製糖（後併入大日本製糖）的原料委員。六歲時，他進入當地的國語研究所就讀，後於八歲被編入和美公學校。十四歲畢業於公學校後，他開始協助家裡農務。
1940年（昭和15年），他在師長引介下受訓成為國語講習所教師，並持續打理家中農事。後來，因家庭經濟因素，他自願受當局徵召前往海外。
1942年（昭和17年），他被派到北婆羅洲擔任俘虜監視員。戰爭末期，他在長官逼迫下奉命處決俘虜；隨後，他因而在戰後被盟軍認定爲戰犯。他最初被判以死刑，後改判十年有期徒刑。1946年，他至拉包爾服刑。在獄中，他間接得知臺灣當局已改由國民政府主導，因而開始向一位日本籍戰犯學習中華民國國語。1953年，他提前被送抵日本，並受到獄友親族款待挽留，又被廖文毅邀請會面，但仍堅持返鄉；期間，他的食宿都由日本援護局提供，並被告知可以在放棄中華民國國籍的前提下歸化日本籍。隔年，他與陳溝結婚；結婚之初，因一時找不到工作，他協助妻子縫製衣服的生意。同時，他也開始遭當局長年監視；為此，他難以尋得工作，並開始自行叫賣謀生。
1969年，他同妻子進入當地製鞋工廠任職；家中經濟因而開始穩定。
1990年，有關單位對他的監視終於結束。同時，他開始同其他台籍日本兵向日本政府展開索賠行動。
晚年，他仍持續學習英文，以彌補當時無法與戰俘順利溝通的缺憾。

## 流行文化

### 書籍
- 龍應台，《大江大海一九四九》，天下雜誌，2009年。[4]

### 影視
- 《聽海湧》，公視，2024年8月。[5]